# Волін (гміна)
Гміна Волін (пол. Gmina Wolin) — місько-сільська гміна у північно-західній Польщі. Належить до Каменського повіту Західнопоморського воєводства.
Станом на 31 грудня 2011 у гміні проживало 12498 осіб.

## Територія
Згідно з даними за 2007 рік площа гміни становила 327.41 км², у тому числі:
- орні землі: 45.00%
- ліси: 22.00%

Таким чином, площа гміни становить 32.52% площі повіту.

## Населення
Станом на 31 грудня 2011:
| Опис     | Загалом | Загалом | Чоловіки | Чоловіки | Жінки | Жінки |
| -------- | ------- | ------- | -------- | -------- | ----- | ----- |
| одиниця  | осіб    | %       | осіб     | %        | осіб  | %     |
| все      | 12498   | 100     | 6211     | 49.70    | 6287  | 50.30 |
| міське   | 5023    | 100     | 2441     | 48.60    | 2582  | 51.40 |
| сільське | 7475    | 100     | 3770     | 50.43    | 3705  | 49.57 |

## Сусідні гміни
Гміна Волін межує з такими гмінами: Ґольчево, Дзівнув, Камень-Поморський, М'єндзиздроє, Пшибернув, Степниця.